# Eleições presidenciais portuguesas de 2011 no distrito de Évora
| Eleições presidenciais portuguesas de 2011 Distritos: Aveiro \| Beja \| Braga \| Bragança \| Castelo Branco \| Coimbra \| Évora \| Faro \| Guarda \| Leiria \| Lisboa \| Portalegre \| Porto \| Santarém \| Setúbal \| Viana do Castelo \| Vila Real \| Viseu \| Açores \| Madeira \| Estrangeiro |

## Resultados por Concelho
Os resultados nos concelhos do Distrito de Évora foram os seguintes:

### Alandroal
| Candidato               | Candidato               | Votos | %               |
| ----------------------- | ----------------------- | ----- | --------------- |
|                         | Manuel Alegre           | 713   | 30,35 / 100,00  |
|                         | Aníbal Cavaco Silva     | 683   | 29,08 / 100,00  |
|                         | Francisco Lopes         | 648   | 27,59 / 100,00  |
|                         | Fernando Nobre          | 204   | 8,68 / 100,00   |
|                         | José Manuel Coelho      | 86    | 3,66 / 100,00   |
|                         | Defensor Moura          | 15    | 0,64 / 100,00   |
| Votos Inválidos         | Votos Inválidos         | 67    | 2,77 / 100,00   |
| Total                   | Total                   | 2 416 | 100,00 / 100,00 |
| Eleitorado/Participação | Eleitorado/Participação | 5 407 | 44,68 / 100,00  |

| Freguesia                              | %     | %     | %     | %     | %    | %    | Votantes |
| Freguesia                              | MA    | ACS   | FL    | FN    | JMC  | DM   | Votantes |
| -------------------------------------- | ----- | ----- | ----- | ----- | ---- | ---- | -------- |
| Alandroal (Nossa Senhora da Conceição) | 28,11 | 39,82 | 17,13 | 10,69 | 3,51 | 0,73 | 716      |
| Capelins (Santo António)               | 34,44 | 27,39 | 24,48 | 7,88  | 5,39 | 0,41 | 247      |
| Juromenha                              | 21,15 | 57,69 | 5,77  | 11,54 | 3,85 | 0    | 52       |
| Santiago Maior                         | 31,07 | 21,23 | 37,75 | 6,78  | 2,52 | 0,66 | 931      |
| São Brás dos Matos (Mina do Bugalho)   | 20,55 | 28,77 | 30,14 | 12,33 | 8,22 | 0    | 151      |
| Terena                                 | 36,10 | 25,24 | 25,56 | 8,31  | 3,83 | 0,96 | 319      |
| Alandroal                              | 30,35 | 29,08 | 27,59 | 8,68  | 3,66 | 0,64 | 2 416    |

~

### Arraiolos
| Candidato               | Candidato               | Votos | %               |
| ----------------------- | ----------------------- | ----- | --------------- |
|                         | Francisco Lopes         | 1 136 | 34,62 / 100,00  |
|                         | Aníbal Cavaco Silva     | 935   | 28,50 / 100,00  |
|                         | Manuel Alegre           | 763   | 23,26 / 100,00  |
|                         | Fernando Nobre          | 294   | 8,96 / 100,00   |
|                         | José Manuel Coelho      | 124   | 3,78 / 100,00   |
|                         | Defensor Moura          | 29    | 0,88 / 100,00   |
| Votos Inválidos         | Votos Inválidos         | 175   | 5,06 / 100,00   |
| Total                   | Total                   | 3 456 | 100,00 / 100,00 |
| Eleitorado/Participação | Eleitorado/Participação | 6 351 | 54,42 / 100,00  |

| Freguesia               | %     | %     | %     | %     | %    | %    | Votantes |
| Freguesia               | FL    | ACS   | MA    | FN    | JMC  | DM   | Votantes |
| ----------------------- | ----- | ----- | ----- | ----- | ---- | ---- | -------- |
| Arraiolos               | 36,19 | 25,03 | 21,79 | 12,06 | 4,47 | 0,45 | 1 629    |
| Gafanhoeira (São Pedro) | 34,88 | 21,59 | 29,90 | 7,31  | 3,99 | 2,33 | 320      |
| Igrejinha               | 34,44 | 26,11 | 25,28 | 8,89  | 4,17 | 1,11 | 380      |
| Sabugueiro              | 52,02 | 18,83 | 21,52 | 4,48  | 1,79 | 1,35 | 230      |
| Santa Justa             | 32,29 | 21,88 | 34,38 | 5,21  | 4,17 | 2,08 | 101      |
| São Gregório            | 40,24 | 28,40 | 23,08 | 7,10  | 1,18 | 0    | 180      |
| Vimieiro                | 22,71 | 47,29 | 21,36 | 4,58  | 3,05 | 1,02 | 616      |
| Arraiolos               | 34,62 | 28,50 | 23,26 | 8,96  | 3,78 | 0,88 | 3 456    |

### Borba
| Candidato               | Candidato               | Votos | %               |
| ----------------------- | ----------------------- | ----- | --------------- |
|                         | Aníbal Cavaco Silva     | 1 012 | 34,03 / 100,00  |
|                         | Manuel Alegre           | 964   | 32,41 / 100,00  |
|                         | Francisco Lopes         | 527   | 17,72 / 100,00  |
|                         | Fernando Nobre          | 303   | 10,19 / 100,00  |
|                         | José Manuel Coelho      | 137   | 4,61 / 100,00   |
|                         | Defensor Moura          | 31    | 1,04 / 100,00   |
| Votos Inválidos         | Votos Inválidos         | 177   | 5,62 / 100,00   |
| Total                   | Total                   | 3 151 | 100,00 / 100,00 |
| Eleitorado/Participação | Eleitorado/Participação | 6 527 | 48,28 / 100,00  |

| Freguesia              | %     | %     | %     | %     | %    | %    | Votantes |
| Freguesia              | ACS   | MA    | FL    | FN    | JMC  | DM   | Votantes |
| ---------------------- | ----- | ----- | ----- | ----- | ---- | ---- | -------- |
| Borba (Matriz)         | 36,54 | 28,04 | 18,13 | 10,82 | 5,20 | 1,26 | 1 527    |
| Borba (São Bartolomeu) | 35,85 | 28,78 | 20,73 | 8,78  | 4,88 | 0,98 | 437      |
| Orada                  | 23,61 | 38,89 | 22,22 | 10,42 | 4,17 | 0,69 | 300      |
| Rio de Moinhos         | 32,47 | 39,27 | 14,07 | 9,73  | 3,63 | 0,82 | 887      |
| Borba                  | 34,03 | 32,41 | 17,72 | 10,19 | 4,61 | 1,04 | 3 151    |

### Estremoz
| Candidato               | Candidato               | Votos  | %               |
| ----------------------- | ----------------------- | ------ | --------------- |
|                         | Aníbal Cavaco Silva     | 2 702  | 47,83 / 100,00  |
|                         | Manuel Alegre           | 1 414  | 25,03 / 100,00  |
|                         | Francisco Lopes         | 682    | 12,07 / 100,00  |
|                         | Fernando Nobre          | 603    | 10,67 / 100,00  |
|                         | José Manuel Coelho      | 189    | 3,35 / 100,00   |
|                         | Defensor Moura          | 59     | 1,04 / 100,00   |
| Votos Inválidos         | Votos Inválidos         | 339    | 5,66 / 100,00   |
| Total                   | Total                   | 5 988  | 100,00 / 100,00 |
| Eleitorado/Participação | Eleitorado/Participação | 12 978 | 46,14 / 100,00  |

| Freguesia                 | %     | %     | %     | %     | %     | %    | Votantes |
| Freguesia                 | ACS   | MA    | FL    | FN    | JMC   | DM   | Votantes |
| ------------------------- | ----- | ----- | ----- | ----- | ----- | ---- | -------- |
| Arcos                     | 47,97 | 25,45 | 11,49 | 10,59 | 4,05  | 0,45 | 475      |
| Estremoz (Santa Maria)    | 52,22 | 21,23 | 10,12 | 11,68 | 3,64  | 1,11 | 2 406    |
| Estremoz (Santo André)    | 56,24 | 18,93 | 8,73  | 11,68 | 2,95  | 1,47 | 944      |
| Évora Monte               | 36,36 | 27,27 | 18,94 | 12,12 | 4,55  | 0,76 | 275      |
| Glória                    | 29,20 | 37,61 | 16,81 | 14,60 | 1,33  | 0,44 | 232      |
| Santa Vitória do Ameixial | 45,70 | 25,27 | 19,89 | 5,91  | 2,15  | 1,08 | 192      |
| Santo Estêvão             | 68,89 | 11,11 | 0     | 13,33 | 4,44  | 2,22 | 47       |
| São Bento de Ana Loura    | 38,46 | 23,08 | 15,38 | 0     | 23,08 | 0    | 13       |
| São Bento do Ameixial     | 66,23 | 17,88 | 8,61  | 5,30  | 1,32  | 0,66 | 159      |
| São Bento do Cortiço      | 32,55 | 38,43 | 12,55 | 9,02  | 4,31  | 3,14 | 281      |
| São Domingos de Ana Loura | 32,97 | 34,07 | 22,53 | 7,14  | 3,30  | 0    | 185      |
| São Lourenço de Mamporcão | 35,19 | 34,15 | 20,91 | 4,88  | 4,53  | 0,35 | 308      |
| Veiros                    | 41,13 | 34,42 | 11,47 | 10,82 | 1,52  | 0,65 | 471      |
| Estremoz                  | 47,83 | 25,03 | 12,07 | 10,67 | 3,35  | 1,04 | 5 988    |

### Évora
| Candidato               | Candidato               | Votos  | %               |
| ----------------------- | ----------------------- | ------ | --------------- |
|                         | Aníbal Cavaco Silva     | 8 582  | 41,00 / 100,00  |
|                         | Manuel Alegre           | 4 997  | 23,87 / 100,00  |
|                         | Francisco Lopes         | 3 262  | 15,59 / 100,00  |
|                         | Fernando Nobre          | 3 249  | 15,52 / 100,00  |
|                         | José Manuel Coelho      | 608    | 2,90 / 100,00   |
|                         | Defensor Moura          | 232    | 1,11 / 100,00   |
| Votos Inválidos         | Votos Inválidos         | 1 382  | 6,20 / 100,00   |
| Total                   | Total                   | 22 312 | 100,00 / 100,00 |
| Eleitorado/Participação | Eleitorado/Participação | 48 010 | 46,47 / 100,00  |

| Freguesia                       | %     | %     | %     | %     | %    | %    | Votantes |
| Freguesia                       | ACS   | MA    | FL    | FN    | JMC  | DM   | Votantes |
| ------------------------------- | ----- | ----- | ----- | ----- | ---- | ---- | -------- |
| Bacelo                          | 35,48 | 26,57 | 14,57 | 19,25 | 3,10 | 1,02 | 3 301    |
| Canaviais                       | 35,81 | 27,82 | 15,24 | 17,36 | 2,66 | 1,10 | 1 176    |
| Évora (Santo Antão)             | 50,35 | 21,86 | 13,26 | 11,00 | 3,10 | 0,42 | 749      |
| Évora (São Mamede)              | 42,40 | 24,08 | 12,67 | 17,97 | 2,53 | 0,35 | 921      |
| Horta das Figueiras             | 40,81 | 23,09 | 13,25 | 17,95 | 3,57 | 1,33 | 3 239    |
| Malagueira                      | 42,04 | 22,50 | 15,05 | 16,26 | 3,03 | 1,12 | 4 692    |
| Nossa Senhora da Boa Fé         | 31,41 | 13,46 | 45,51 | 6,41  | 1,92 | 1,28 | 158      |
| Nossa Senhora da Graça do Divor | 19,44 | 17,13 | 44,44 | 13,89 | 3,24 | 1,85 | 227      |
| Nossa Senhora da Tourega        | 28,86 | 24,29 | 31,71 | 11,71 | 2,29 | 1,14 | 363      |
| Nossa Senhora de Guadalupe      | 21,48 | 26,85 | 37,58 | 11,41 | 2,01 | 0,67 | 156      |
| Nossa Senhora de Machede        | 27,83 | 34,13 | 26,09 | 7,83  | 2,39 | 1,74 | 480      |
| São Bento do Mato               | 53,42 | 23,60 | 9,52  | 9,73  | 2,48 | 1,24 | 501      |
| São Manços                      | 39,15 | 27,32 | 22,25 | 7,32  | 2,54 | 1,41 | 369      |
| São Miguel de Machede           | 32,76 | 24,71 | 22,41 | 12,36 | 4,89 | 2,87 | 366      |
| São Sebastião da Giesteira      | 29,79 | 33,43 | 24,32 | 7,29  | 3,95 | 1,22 | 344      |
| São Vicente do Pigeiro          | 44,57 | 30,43 | 11,96 | 7,07  | 4,89 | 1,09 | 195      |
| Sé e São Pedro                  | 55,40 | 19,30 | 9,05  | 13,30 | 1,96 | 0,98 | 959      |
| Senhora da Saúde                | 47,33 | 21,46 | 12,18 | 15,67 | 2,41 | 0,94 | 3 819    |
| Torre de Coelheiros             | 22,07 | 31,03 | 38,28 | 5,52  | 1,38 | 1,72 | 297      |
| Évora                           | 41,00 | 23,87 | 15,59 | 15,52 | 2,90 | 1,11 | 22 312   |

### Montemor-o-Novo
| Candidato               | Candidato               | Votos  | %               |
| ----------------------- | ----------------------- | ------ | --------------- |
|                         | Francisco Lopes         | 2 736  | 35,14 / 100,00  |
|                         | Aníbal Cavaco Silva     | 2 308  | 29,64 / 100,00  |
|                         | Manuel Alegre           | 1 691  | 21,72 / 100,00  |
|                         | Fernando Nobre          | 774    | 9,94 / 100,00   |
|                         | José Manuel Coelho      | 197    | 2,53 / 100,00   |
|                         | Defensor Moura          | 80     | 1,03 / 100,00   |
| Votos Inválidos         | Votos Inválidos         | 396    | 4,84 / 100,00   |
| Total                   | Total                   | 8 182  | 100,00 / 100,00 |
| Eleitorado/Participação | Eleitorado/Participação | 15 394 | 53,15 / 100,00  |

| Freguesia                 | %     | %     | %     | %     | %    | %    | Votantes |
| Freguesia                 | FL    | ACS   | MA    | FN    | JMC  | DM   | Votantes |
| ------------------------- | ----- | ----- | ----- | ----- | ---- | ---- | -------- |
| Cabrela                   | 27,05 | 38,70 | 24,32 | 6,85  | 2,05 | 1,03 | 299      |
| Ciborro                   | 16,67 | 22,13 | 45,90 | 9,56  | 4,64 | 1,09 | 381      |
| Cortiçadas                | 43,77 | 25,67 | 14,18 | 12,22 | 3,18 | 0,98 | 428      |
| Foros de Vale de Figueira | 38,87 | 25,59 | 22,85 | 9,38  | 2,15 | 1,17 | 540      |
| Lavre                     | 23,90 | 30,65 | 31,43 | 9,35  | 3,64 | 1,04 | 406      |
| Nossa Senhora da Vila     | 34,14 | 30,49 | 20,28 | 11,16 | 2,90 | 1,04 | 2 535    |
| Nossa Senhora do Bispo    | 32,63 | 33,09 | 20,68 | 10,29 | 2,34 | 0,97 | 2 311    |
| Santiago do Escoural      | 49,39 | 19,02 | 20,09 | 9,66  | 1,07 | 0,77 | 676      |
| São Cristóvão             | 35,71 | 40,06 | 16,15 | 5,90  | 0,93 | 1,24 | 341      |
| Silveiras                 | 59,77 | 19,92 | 13,03 | 3,83  | 1,92 | 1,53 | 265      |
| Montemor-o-Novo           | 35,14 | 29,64 | 21,72 | 9,94  | 2,53 | 1,03 | 8 182    |

### Mora
| Candidato               | Candidato               | Votos | %               |
| ----------------------- | ----------------------- | ----- | --------------- |
|                         | Francisco Lopes         | 794   | 35,98 / 100,00  |
|                         | Aníbal Cavaco Silva     | 717   | 32,49 / 100,00  |
|                         | Manuel Alegre           | 459   | 20,80 / 100,00  |
|                         | Fernando Nobre          | 165   | 7,48 / 100,00   |
|                         | José Manuel Coelho      | 53    | 2,40 / 100,00   |
|                         | Defensor Moura          | 19    | 0,86 / 100,00   |
| Votos Inválidos         | Votos Inválidos         | 128   | 5,49 / 100,00   |
| Total                   | Total                   | 2 335 | 100,00 / 100,00 |
| Eleitorado/Participação | Eleitorado/Participação | 4 979 | 46,90 / 100,00  |

| Freguesia | %     | %     | %     | %    | %    | %    | Votantes |
| Freguesia | FL    | ACS   | MA    | FN   | JMC  | DM   | Votantes |
| --------- | ----- | ----- | ----- | ---- | ---- | ---- | -------- |
| Brotas    | 39,74 | 27,78 | 21,79 | 8,12 | 2,14 | 0,43 | 253      |
| Cabeção   | 48,14 | 22,33 | 21,16 | 5,81 | 2,09 | 0,47 | 454      |
| Mora      | 32,73 | 33,64 | 22,45 | 7,82 | 2,55 | 0,82 | 1 163    |
| Pavia     | 30,25 | 41,99 | 15,80 | 7,90 | 2,48 | 1,58 | 465      |
| Mora      | 35,98 | 32,49 | 20,80 | 7,48 | 2,40 | 0,86 | 2 335    |

### Mourão
| Candidato               | Candidato               | Votos | %               |
| ----------------------- | ----------------------- | ----- | --------------- |
|                         | Aníbal Cavaco Silva     | 475   | 45,85 / 100,00  |
|                         | Manuel Alegre           | 289   | 27,90 / 100,00  |
|                         | Francisco Lopes         | 132   | 12,74 / 100,00  |
|                         | Fernando Nobre          | 96    | 9,27 / 100,00   |
|                         | José Manuel Coelho      | 28    | 2,70 / 100,00   |
|                         | Defensor Moura          | 16    | 1,54 / 100,00   |
| Votos Inválidos         | Votos Inválidos         | 49    | 4,52 / 100,00   |
| Total                   | Total                   | 1 085 | 100,00 / 100,00 |
| Eleitorado/Participação | Eleitorado/Participação | 2 516 | 43,12 / 100,00  |

| Freguesia | %     | %     | %     | %     | %    | %    | Votantes |
| Freguesia | ACS   | MA    | FL    | FN    | JMC  | DM   | Votantes |
| --------- | ----- | ----- | ----- | ----- | ---- | ---- | -------- |
| Granja    | 40,09 | 27,75 | 13,66 | 14,10 | 2,20 | 2,20 | 238      |
| Luz       | 71,34 | 18,29 | 4,27  | 3,05  | 1,83 | 1,22 | 169      |
| Mourão    | 41,40 | 30,39 | 14,57 | 9,15  | 3,10 | 1,40 | 678      |
| Mourão    | 45,85 | 27,90 | 12,74 | 9,27  | 2,70 | 1,54 | 1 085    |

### Portel
| Candidato               | Candidato               | Votos | %               |
| ----------------------- | ----------------------- | ----- | --------------- |
|                         | Francisco Lopes         | 730   | 32,03 / 100,00  |
|                         | Manuel Alegre           | 681   | 29,98 / 100,00  |
|                         | Aníbal Cavaco Silva     | 605   | 26,55 / 100,00  |
|                         | Fernando Nobre          | 169   | 7,42 / 100,00   |
|                         | José Manuel Coelho      | 81    | 3,55 / 100,00   |
|                         | Defensor Moura          | 13    | 0,57 / 100,00   |
| Votos Inválidos         | Votos Inválidos         | 124   | 5,16 / 100,00   |
| Total                   | Total                   | 2 403 | 100,00 / 100,00 |
| Eleitorado/Participação | Eleitorado/Participação | 5 858 | 41,02 / 100,00  |

| Freguesia                 | %     | %     | %     | %    | %    | %    | Votantes |
| Freguesia                 | FL    | MA    | ACS   | FN   | JMC  | DM   | Votantes |
| ------------------------- | ----- | ----- | ----- | ---- | ---- | ---- | -------- |
| Alqueva                   | 24,44 | 37,04 | 22,22 | 8,15 | 5,93 | 2,22 | 138      |
| Amieira                   | 54,59 | 21,74 | 16,91 | 4,35 | 2,42 | 0    | 208      |
| Monte do Trigo            | 47,73 | 21,72 | 19,33 | 5,97 | 5,01 | 0,24 | 430      |
| Oriola                    | 23,36 | 35,04 | 23,36 | 8,76 | 9,49 | 0    | 141      |
| Portel                    | 25,76 | 27,53 | 34,24 | 9,41 | 2,71 | 0,35 | 934      |
| Santana                   | 18,03 | 40,98 | 28,42 | 7,10 | 3,83 | 1,64 | 193      |
| São Bartolomeu do Outeiro | 23,50 | 44,00 | 27,50 | 4,00 | 0,50 | 0,50 | 206      |
| Vera Cruz                 | 35,81 | 33,78 | 19,59 | 7,43 | 2,03 | 1,35 | 153      |
| Portel                    | 32,03 | 29,98 | 26,55 | 7,42 | 3,55 | 0,57 | 2 403    |

### Redondo
| Candidato               | Candidato               | Votos | %               |
| ----------------------- | ----------------------- | ----- | --------------- |
|                         | Aníbal Cavaco Silva     | 1 016 | 41,44 / 100,00  |
|                         | Manuel Alegre           | 600   | 24,47 / 100,00  |
|                         | Francisco Lopes         | 440   | 17,94 / 100,00  |
|                         | Fernando Nobre          | 280   | 11,42 / 100,00  |
|                         | José Manuel Coelho      | 94    | 3,83 / 100,00   |
|                         | Defensor Moura          | 22    | 0,90 / 100,00   |
| Votos Inválidos         | Votos Inválidos         | 114   | 4,45 / 100,00   |
| Total                   | Total                   | 2 566 | 100,00 / 100,00 |
| Eleitorado/Participação | Eleitorado/Participação | 6 252 | 41,04 / 100,00  |

| Freguesia | %     | %     | %     | %     | %    | %    | Votantes |
| Freguesia | ACS   | MA    | FL    | FN    | JMC  | DM   | Votantes |
| --------- | ----- | ----- | ----- | ----- | ---- | ---- | -------- |
| Montoito  | 35,73 | 23,94 | 28,55 | 7,55  | 3,31 | 0,92 | 557      |
| Redondo   | 43,06 | 24,62 | 14,93 | 12,52 | 3,98 | 0,89 | 2 009    |
| Redondo   | 41,44 | 24,47 | 17,94 | 11,42 | 3,83 | 0,90 | 2 566    |

### Reguengos de Monsaraz
| Candidato               | Candidato               | Votos | %               |
| ----------------------- | ----------------------- | ----- | --------------- |
|                         | Aníbal Cavaco Silva     | 1 450 | 39,27 / 100,00  |
|                         | Manuel Alegre           | 1 277 | 34,59 / 100,00  |
|                         | Francisco Lopes         | 435   | 11,78 / 100,00  |
|                         | Fernando Nobre          | 380   | 10,29 / 100,00  |
|                         | José Manuel Coelho      | 118   | 3,20 / 100,00   |
|                         | Defensor Moura          | 32    | 0,87 / 100,00   |
| Votos Inválidos         | Votos Inválidos         | 183   | 4,72 / 100,00   |
| Total                   | Total                   | 3 875 | 100,00 / 100,00 |
| Eleitorado/Participação | Eleitorado/Participação | 9 263 | 41,83 / 100,00  |

| Freguesia             | %     | %     | %     | %     | %    | %    | Votantes |
| Freguesia             | ACS   | MA    | FL    | FN    | JMC  | DM   | Votantes |
| --------------------- | ----- | ----- | ----- | ----- | ---- | ---- | -------- |
| Campinho              | 24,36 | 48,72 | 14,42 | 7,05  | 3,53 | 1,92 | 320      |
| Campo                 | 38,86 | 33,19 | 12,66 | 9,61  | 5,24 | 0,44 | 242      |
| Corval                | 37,78 | 34,77 | 14,58 | 9,16  | 3,36 | 0,75 | 556      |
| Monsaraz              | 39,40 | 35,33 | 13,32 | 8,42  | 2,99 | 0,54 | 379      |
| Reguengos de Monsaraz | 41,81 | 32,61 | 10,41 | 11,39 | 2,94 | 0,85 | 2 378    |
| Reguengos de Monsaraz | 39,27 | 34,59 | 11,78 | 10,29 | 3,20 | 0,87 | 3 875    |

### Vendas Novas
| Candidato               | Candidato               | Votos  | %               |
| ----------------------- | ----------------------- | ------ | --------------- |
|                         | Aníbal Cavaco Silva     | 1 791  | 37,66 / 100,00  |
|                         | Francisco Lopes         | 1 348  | 28,34 / 100,00  |
|                         | Manuel Alegre           | 879    | 18,48 / 100,00  |
|                         | Fernando Nobre          | 551    | 11,59 / 100,00  |
|                         | José Manuel Coelho      | 131    | 2,75 / 100,00   |
|                         | Defensor Moura          | 56     | 1,18 / 100,00   |
| Votos Inválidos         | Votos Inválidos         | 242    | 4,84 / 100,00   |
| Total                   | Total                   | 4 998  | 100,00 / 100,00 |
| Eleitorado/Participação | Eleitorado/Participação | 10 389 | 48,11 / 100,00  |

| Freguesia    | %     | %     | %     | %     | %    | %    | Votantes |
| Freguesia    | ACS   | FL    | MA    | FN    | JMC  | DM   | Votantes |
| ------------ | ----- | ----- | ----- | ----- | ---- | ---- | -------- |
| Landeira     | 30,37 | 32,72 | 26,44 | 7,59  | 2,09 | 0,79 | 390      |
| Vendas Novas | 38,29 | 27,96 | 17,79 | 11,93 | 2,81 | 1,21 | 4 608    |
| Vendas Novas | 37,66 | 28,34 | 18,48 | 11,59 | 2,75 | 1,18 | 4 998    |

### Viana do Alentejo
| Candidato               | Candidato               | Votos | %               |
| ----------------------- | ----------------------- | ----- | --------------- |
|                         | Aníbal Cavaco Silva     | 651   | 32,24 / 100,00  |
|                         | Francisco Lopes         | 613   | 30,36 / 100,00  |
|                         | Manuel Alegre           | 482   | 23,87 / 100,00  |
|                         | Fernando Nobre          | 199   | 9,86 / 100,00   |
|                         | José Manuel Coelho      | 60    | 2,97 / 100,00   |
|                         | Defensor Moura          | 14    | 0,69 / 100,00   |
| Votos Inválidos         | Votos Inválidos         | 89    | 4,23 / 100,00   |
| Total                   | Total                   | 2 108 | 100,00 / 100,00 |
| Eleitorado/Participação | Eleitorado/Participação | 4 993 | 42,22 / 100,00  |

| Freguesia         | %     | %     | %     | %     | %    | %    | Votantes |
| Freguesia         | ACS   | FL    | MA    | FN    | JMC  | DM   | Votantes |
| ----------------- | ----- | ----- | ----- | ----- | ---- | ---- | -------- |
| Aguiar            | 10,20 | 51,99 | 25,62 | 9,70  | 1,99 | 0,50 | 415      |
| Alcáçovas         | 37,98 | 26,56 | 23,00 | 8,90  | 2,97 | 0,59 | 704      |
| Viana do Alentejo | 37,54 | 23,86 | 23,75 | 10,60 | 3,39 | 0,85 | 989      |
| Viana do Alentejo | 32,24 | 30,36 | 23,87 | 9,86  | 2,97 | 0,69 | 2 108    |

### Vila Viçosa
| Candidato               | Candidato               | Votos | %               |
| ----------------------- | ----------------------- | ----- | --------------- |
|                         | Aníbal Cavaco Silva     | 1 323 | 43,63 / 100,00  |
|                         | Manuel Alegre           | 677   | 22,33 / 100,00  |
|                         | Francisco Lopes         | 479   | 15,80 / 100,00  |
|                         | Fernando Nobre          | 376   | 12,40 / 100,00  |
|                         | José Manuel Coelho      | 144   | 4,75 / 100,00   |
|                         | Defensor Moura          | 33    | 1,09 / 100,00   |
| Votos Inválidos         | Votos Inválidos         | 173   | 5,40 / 100,00   |
| Total                   | Total                   | 3 205 | 100,00 / 100,00 |
| Eleitorado/Participação | Eleitorado/Participação | 7 474 | 42,88 / 100,00  |

| Freguesia                    | %     | %     | %     | %     | %    | %    | Votantes |
| Freguesia                    | ACS   | MA    | FL    | FN    | JMC  | DM   | Votantes |
| ---------------------------- | ----- | ----- | ----- | ----- | ---- | ---- | -------- |
| Bencatel                     | 31,33 | 24,38 | 29,48 | 11,57 | 2,31 | 0,93 | 671      |
| Ciladas                      | 39,88 | 27,27 | 13,78 | 7,62  | 9,38 | 2,05 | 348      |
| Pardais                      | 33,85 | 31,25 | 15,10 | 11,46 | 6,25 | 2,08 | 204      |
| Vila Viçosa (Conceição)      | 46,86 | 21,07 | 12,83 | 13,53 | 4,86 | 0,85 | 1 516    |
| Vila Viçosa (São Bartolomeu) | 58,80 | 15,51 | 6,94  | 14,12 | 3,70 | 0,93 | 466      |
| Vila Viçosa                  | 43,63 | 22,33 | 15,80 | 12,40 | 4,75 | 1,09 | 3 205    |